# While She Sleeps
While She Sleeps este o trupă britanică de metalcore din orașul Sheffield. Formată în 2006, trupa îi are ca membri pe Lawrence Taylor ca și vocalist, Sean Long și Mat Welsh chitariști, Aaran Mckenzie basist și pe bateristul Adam Savage. Până în momentul de față au lansat în anul 2010 un mini-album, The North Stands for Nothing și două albume, This Is the Six în 13 august 2012, Brainwashed pe data de 23 martie 2015 și You Are We pe data de 21 aprilie 2017. În anul 2012 au câștigat premiul pentru Best Brithis Newcomer la gala Kerrang! Awards 2012.
.

## Stil muzical
Stilul muzical al celor de la While She Sleeps este descris ca metallic hardcore (o alternativa pentru metalcore). Ei s-au declarat o trupă post-hardcore, hardcore punk și alternative metal cu influențe de la trupe precum Trice, Slipknot, Foo Fighters, Underoath, Refused, Comeback Kid, Gallows and Alexisonfire.

## Discografie
Albume de Studio
- This Is the Six (2012)
- Brainwashed (2015)
- You Are We (2017)
- So What? (2019)
- Sleeps Society (2021)

EPs
- And This Is Just the Start (2006)
- Split (2009)
- Nord Standuri pentru Nimic (2010)